# Sádka (Barchov)
Rybník Sádka o výměře vodní plochy 0,2 ha se nalézá na jižním okraji obce Barchov v okrese Hradec Králové u místní komunikace vedoucí do obce Kosičky. Rybník je využíván pro chov ryb. 
Rybník Sádka je pozůstatkem bývalé rozsáhlé Chlumecké rybniční soustavy, která v době svého největšího rozkvětu čítala na 193 rybníků vybudovaných v průběhu 15. až 16. století v oblasti povodí řek Cidliny a Bystřice.

## Galerie

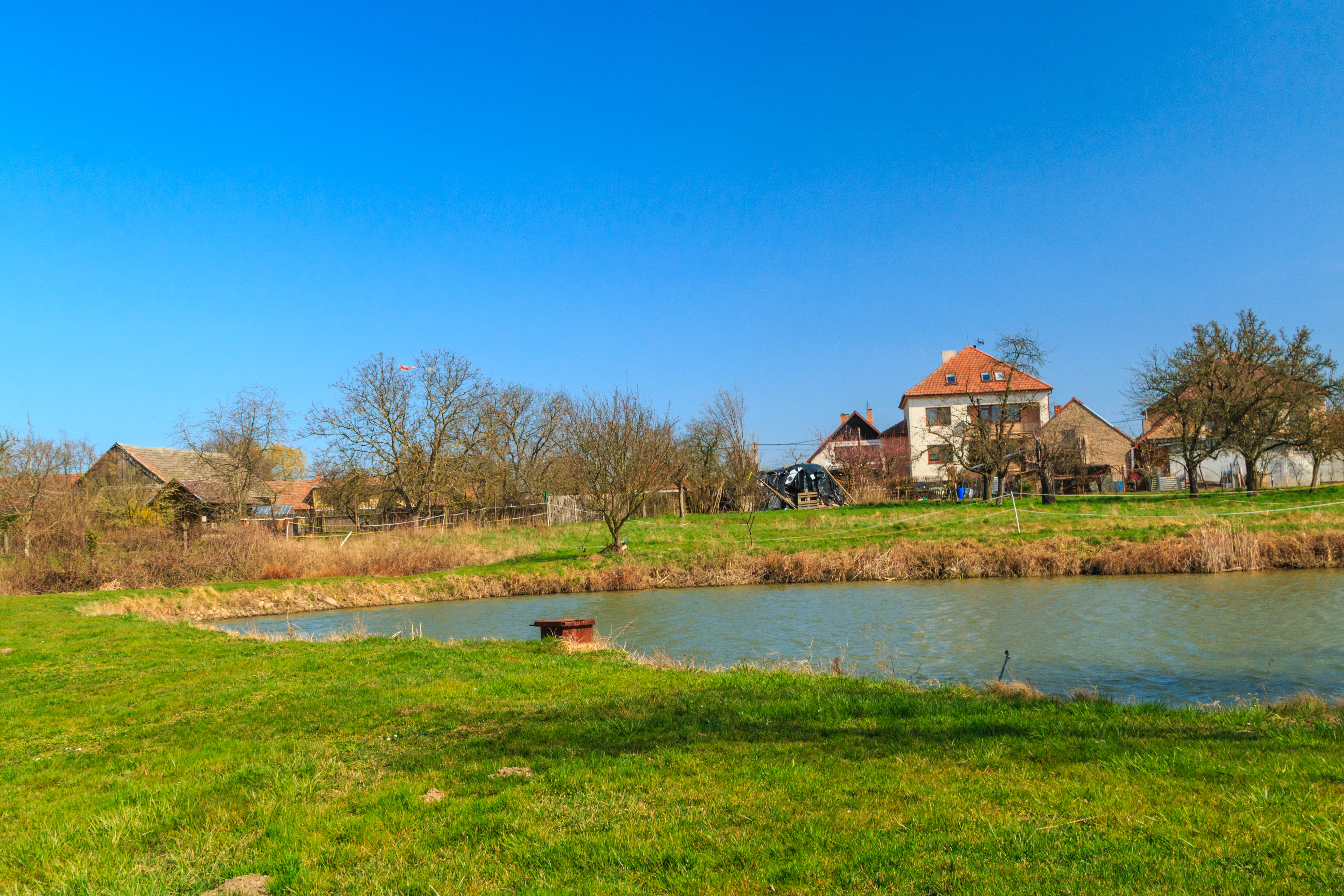
Rybník Sádka u Barchova
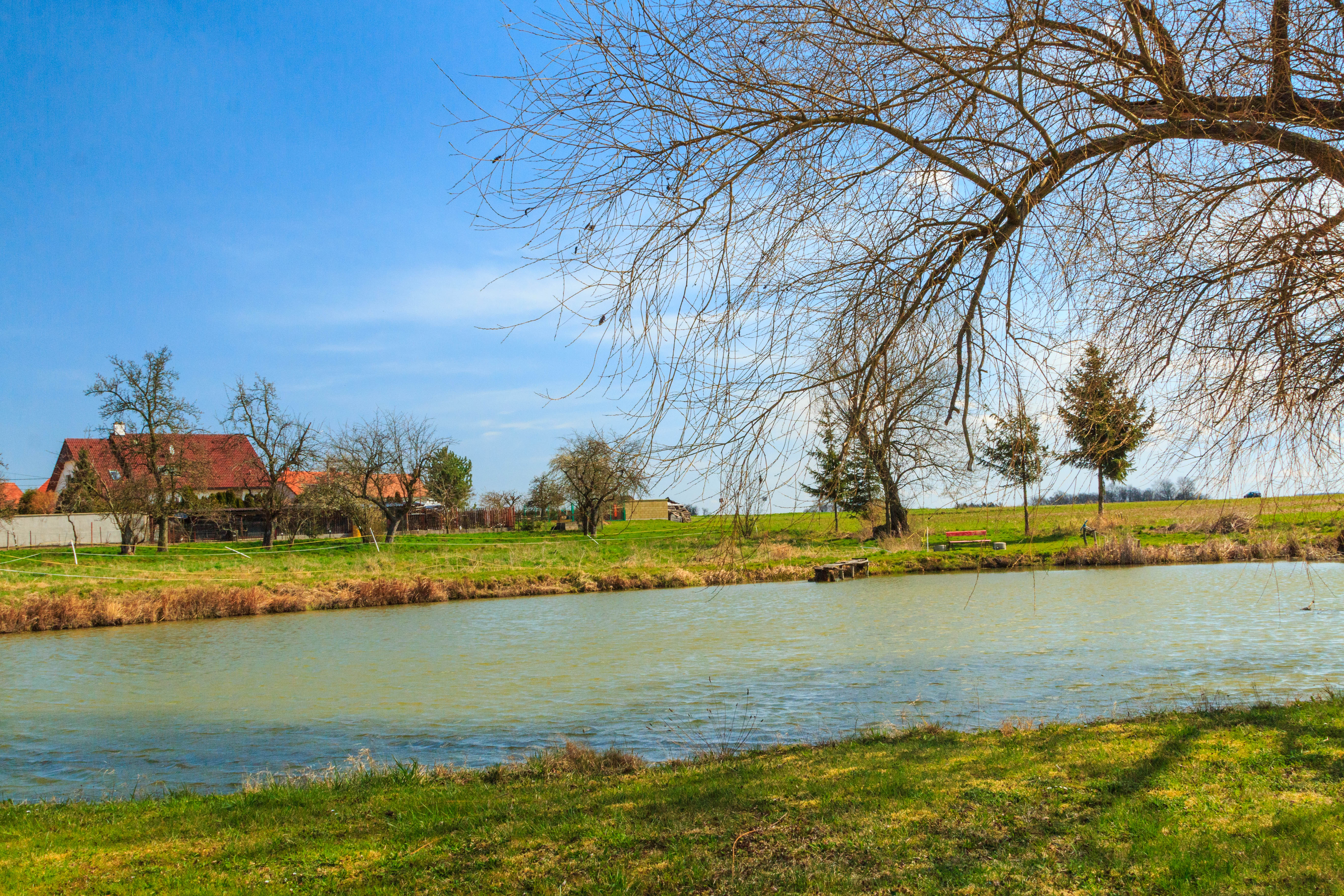
Rybník Sádka u Barchova